# De kronieken van de eerste ijstijd
De kronieken van de eerste ijstijd is de tweedelige serie die de vertaling vormt van het boek The Redemption of Althalus, geschreven door David Eddings. De twee boeken zijn:
- De verlossing van Althalus (2000)
- In dienst van de godin (2000)

Elementen uit de serie komen overeen met elementen uit andere werken van David Eddings. De serie is genoemd naar de ijstijd, die door de kwade god Daeva in de betreffende wereld wordt opgeroepen om de wereld in Chaos te leiden.

## Samenvatting
De dief Althalus is gewend om veel geluk te hebben. Na een periode van veel ongeluk wordt hij gerekruteerd om een boek uit een toren in het Noorden van de wereld te stelen. In de toren wordt hij gevangengenomen door de godin Dweia, die hem leert lezen en vertelt van zijn nieuwe opdracht.
Aan de hand van een magisch mes stelt Althalus een groep van zes mensen samen die de wereld moet redden van een ijstijd, veroorzaakt door de kwade god Daeva en zijn zes volgelingen. De volgelingen van de kwade kant worden een voor een verslagen door de goeden, en uiteindelijk wordt de leider van de kwade kant (Ghend) door de goeden verslagen.